# Sandwichplatte (tektonische Platte)

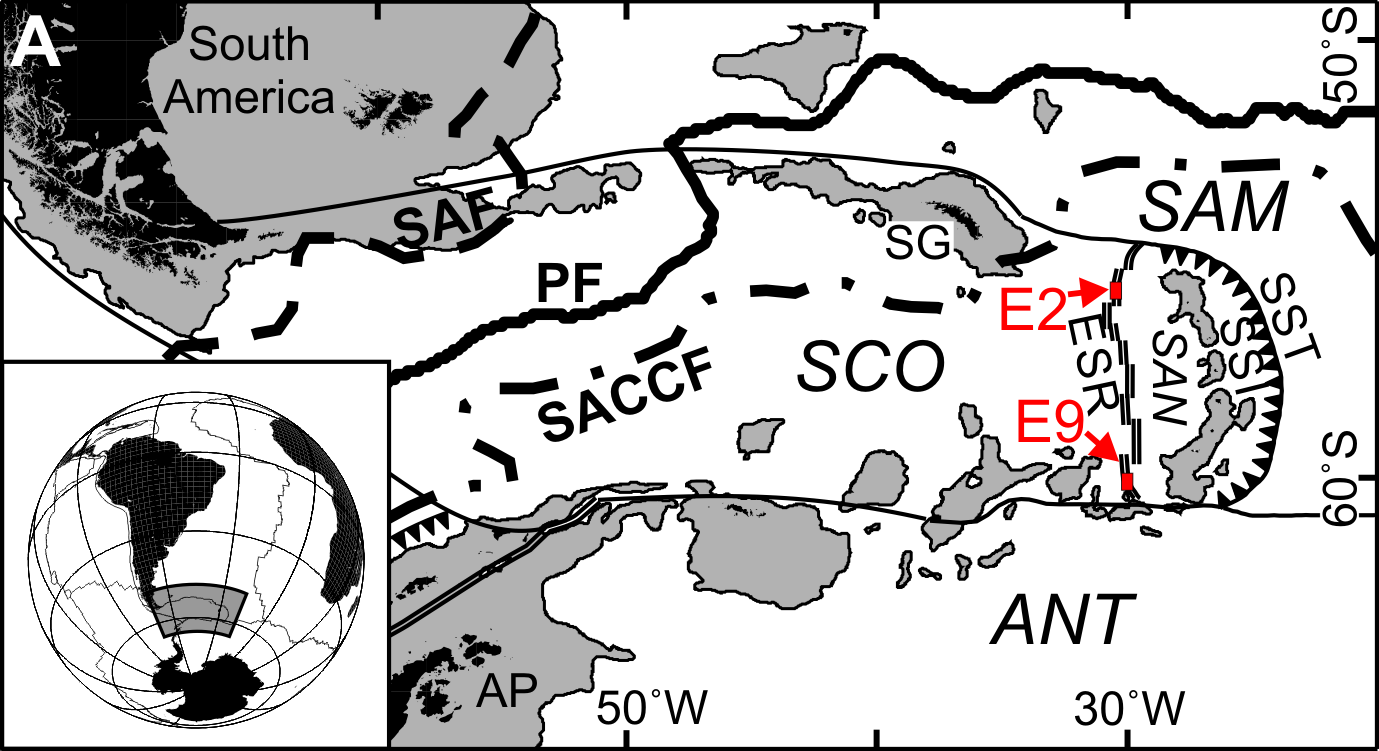
Die Sandwichplatte ist auf der Karte mit SAN beschriftet

Die Sandwichplatte ist eine ungefähr 7 Millionen Jahre alte Lithosphärenplatte im Südatlantik, auf der sich die Südlichen Sandwichinseln befinden.
Die Platte ist im Norden und Osten größtenteils durch den Süd-Sandwich-Graben  begrenzt, der durch die Subduktion der älteren Südamerikanischen Platte entsteht. Westlich eines mittelozeanischen Rückens, der sich ungefähr entlang 30° westlicher Länge befindet, liegt die Scotia-Platte. Im Süden wird die Sandwichplatte von der Antarktischen Platte durch eine Transformstörung getrennt.